# Мітья Застро
Мітья Застро (нід. Mitja Zastrow, 7 березня 1977) — нідерландський плавець.
Учасник Олімпійських Ігор 2004, 2008 років.